# Liste de stades de football en Écosse
Cet article présente une liste des principaux stades de football en Écosse. Bien que destinés au football, il n'est pas rare que ces stades accueillent aussi d'autres sports (rugby à XV, rugby à XIII) mais aussi des courses de lévriers, des courses de speedway et de stock-car et des concerts.
Les stades de football qui figurent dans cette liste sont ceux qui ont une capacité d'au moins 4 000 places, ainsi que ceux de clubs appartenant à la Scottish Professional Football League, quelle que soit leur capacité d'accueil. Shielfield Park, bien que situé hors d'Écosse, y figure du fait de l'appartenance des Berwick Rangers à la SPFL.

## Liste des stades en Écosse
| Stade                      | Photo | Ville              | Année d'ouverture | Capacité | Résident principal                               | Localisation                | Propriétaire                          |
| -------------------------- | ----- | ------------------ | ----------------- | -------- | ------------------------------------------------ | --------------------------- | ------------------------------------- |
| Celtic Park                |       | Glasgow            | 1892              | 60 411   | Celtic FC                                        | 55° 50′ 59″ N, 4° 12′ 20″ O | Celtic FC                             |
| Hampden Park               |       | Glasgow            | 1903              | 51 866   | Queen's Park FC Équipe d'Écosse                  | 55° 49′ 33″ N, 4° 15′ 07″ O | Queen's Park FC                       |
| Ibrox Stadium              |       | Glasgow            | 1899              | 50 947   | Rangers FC                                       | 55° 51′ 12″ N, 4° 18′ 33″ O | Rangers FC                            |
| Pittodrie Stadium          |       | Aberdeen           | 1899              | 20 961   | Aberdeen                                         | 57° 09′ 33″ N, 2° 05′ 20″ O | Aberdeen FC                           |
| Easter Road                |       | Édimbourg          | 1893              | 20 421   | Hibernian FC                                     | 55° 57′ 42″ N, 3° 09′ 56″ O | Hibernian FC                          |
| Rugby Park                 |       | Kilmarnock         | 1899              | 17 921   | Kilmarnock FC                                    | 55° 36′ 15″ N, 4° 30′ 29″ O | Kilmarnock FC                         |
| Tynecastle Stadium         |       | Édimbourg          | 1886              | 17 529   | Heart of Midlothian FC                           | 55° 56′ 21″ N, 3° 13′ 56″ O | Heart of Midlothian FC                |
| Meadowbank Stadium         |       | Édimbourg          | 1970              | 16 500   | Edinburgh City FC                                | 55° 57′ 25″ N, 3° 09′ 31″ O | Ville d'Édimbourg                     |
| Tannadice Park             |       | Dundee             | 1883              | 14 223   | Dundee United                                    | 56° 28′ 29″ N, 2° 58′ 08″ O | Dundee United                         |
| Fir Park Stadium           |       | Motherwell         | 1895              | 13 677   | Motherwell FC                                    | 55° 46′ 48″ N, 3° 58′ 48″ O | Motherwell FC                         |
| Cappielow Park             |       | Greenock           | 1879              | 11 589   | Greenock Morton                                  | 55° 56′ 29″ N, 4° 43′ 37″ O | Greenock Morton                       |
| East End Park              |       | Dunfermline        | 1885              | 11 904   | Dunfermline Athletic FC                          | 56° 04′ 31″ N, 3° 26′ 31″ O | East End Park Limited                 |
| Dens Park                  |       | Dundee             | 1899              | 11 506   | Dundee FC                                        | 56° 28′ 31″ N, 2° 58′ 24″ O | John Bennett                          |
| McDiarmid Park             |       | Perth              | 1989              | 10 696   | St Johnstone FC                                  | 56° 24′ 35″ N, 3° 28′ 37″ O | St Johnstone FC                       |
| Somerset Park              |       | Ayr                | 1888              | 10 185   | Ayr United FC                                    | 55° 28′ 10″ N, 4° 37′ 12″ O | Ayr United FC                         |
| Firhill Stadium            |       | Glasgow            | 1909              | 10 102   | Partick Thistle FC                               | 55° 52′ 54″ N, 4° 16′ 11″ O | Partick Thistle FC                    |
| Excelsior Stadium          |       | Airdrie            | 1998              | 10 101   | Airdrieonians FC                                 | 55° 51′ 35″ N, 3° 57′ 35″ O | Excelsior Stadium Limited             |
| Almondvale Stadium         |       | Livingston         | 1995              | 9 521    | Livingston FC                                    | 55° 53′ 10″ N, 3° 31′ 22″ O | Comté du West Lothian                 |
| Stark's Park               |       | Kirkcaldy          | 1891              | 8 867    | Raith Rovers FC                                  | 56° 05′ 59″ N, 3° 10′ 06″ O | Raith Rovers FC                       |
| Falkirk Stadium            |       | Falkirk            | 2004              | 8 750    | Falkirk FC                                       | 56° 00′ 18″ N, 3° 45′ 15″ O | Falkirk Community Stadium Limited     |
| Palmerston Park            |       | Dumfries           | 1919              | 8 690    | Queen of the South FC                            | 55° 04′ 11″ N, 3° 37′ 30″ O | Queen of the South FC                 |
| St. Mirren Park            |       | Paisley            | 2009              | 8 023    | Saint Mirren FC                                  | 55° 51′ 02″ N, 4° 26′ 38″ O | Saint Mirren FC                       |
| Broadwood Stadium          |       | Cumbernauld        | 1994              | 7 936    | Clyde FC                                         | 55° 56′ 41″ N, 4° 02′ 14″ O | council area du North Lanarkshire     |
| Caledonian Stadium         |       | Inverness          | 1996              | 7 800    | Inverness Caledonian Thistle FC                  | 57° 29′ 41″ N, 4° 13′ 03″ O | ?                                     |
| Station Park               |       | Forfar             | 1888              | 6 777    | Forfar Athletic FC                               | 56° 39′ 08″ N, 2° 53′ 06″ O | Forfar Athletic FC                    |
| Gayfield Park              |       | Arbroath           | 1925              | 6 600    | Arbroath FC                                      | 56° 33′ 08″ N, 2° 35′ 29″ O | Arbroath FC                           |
| Victoria Park              |       | Dingwall           | 1929              | 6 541    | Ross County FC                                   | 57° 35′ 45″ N, 4° 25′ 08″ O | Ross County FC                        |
| Stair Park                 |       | Stranraer          | 1907              | 6 250    | Stranraer FC                                     | 54° 54′ 07″ N, 5° 00′ 45″ O | Council area de Dumfries and Galloway |
| New Douglas Park           |       | Hamilton           | 2001              | 6 018    | Hamilton Academical FC                           | 55° 46′ 56″ N, 4° 03′ 31″ O | ?                                     |
| Ravenscraig Stadium (en)   |       | Greenock           | 1958              | 6 000    | Greenock Juniors F.C. (en)                       | 55° 56′ 23″ N, 4° 48′ 46″ O | ?                                     |
| Adamslie Park (en)         |       | Kirkintilloch      | 1926              | 5 500    | Kirkintilloch Rob Roy F.C. (en)                  | 55° 56′ 15″ N, 4° 10′ 17″ O | ?                                     |
| Victoria Park (en)         |       | Buckie             | 1919              | 5 000    | Buckie Thistle F.C. (en)                         | 57° 40′ 23″ N, 2° 57′ 59″ O | Buckie Thistle F.C. (en)              |
| Borough Briggs             |       | Elgin              | 1921              | 4 520    | Elgin City FC                                    | 57° 39′ 07″ N, 3° 19′ 15″ O | Elgin City FC                         |
| Central Park               |       | Cowdenbeath        | 1917              | 4 309    | Cowdenbeath FC                                   | 56° 06′ 31″ N, 3° 20′ 50″ O | Cowdenbeath FC                        |
| Shielfield Park            |       | Berwick-upon-Tweed | 1954              | 4 131    | Berwick Rangers FC                               | 55° 45′ 36″ N, 2° 00′ 57″ O | Berwick Rangers Supporters Trust      |
| Claggan Park (en)          |       | Fort William       | ?                 | 4 000    | Fort William F.C. (en)                           | 56° 49′ 20″ N, 5° 05′ 13″ O | Fort William F.C. (en)                |
| Dudgeon Park (en)          |       | Brora              | ?                 | 4 000    | Brora Rangers F.C. (en)                          | 58° 00′ 30″ N, 3° 51′ 28″ O | ?                                     |
| Hannah Park (en)           |       | Shotts             | ?                 | 4 000    | Shotts Bon Accord F.C. (en)                      | 55° 49′ 31″ N, 3° 48′ 25″ O | ?                                     |
| Kynoch Park (en)           |       | Keith              | 1922              | 4 000    | Keith F.C. (en)                                  | 57° 32′ 27″ N, 2° 56′ 41″ O | Keith F.C. (en)                       |
| Newlandsfield Park (en)    |       | Glasgow            | 1928              | 4 000    | Pollok F.C. (en)                                 | 55° 49′ 27″ N, 4° 17′ 18″ O | ?                                     |
| Ferguson Park              |       | Rosewell           | ?                 | 4 000    | Whitehill Welfare F.C. (en)                      | 55° 51′ 15″ N, 3° 07′ 57″ O | ?                                     |
| Glebe Park                 |       | Brechin            | 1919              | 3 960    | Brechin City FC                                  | 56° 44′ 07″ N, 2° 39′ 23″ O | Brechin City FC                       |
| Forthbank Stadium          |       | Stirling           | 1993              | 3 808    | Stirling Albion FC Stirling University F.C. (en) | 56° 07′ 08″ N, 3° 54′ 42″ O | Council area de Stirling              |
| Ochilview Park             |       | Stenhousemuir      | 1890              | 3 746    | Stenhousemuir FC East Stirlingshire FC           | 56° 01′ 42″ N, 3° 48′ 53″ O | Stenhousemuir FC                      |
| Links Park                 |       | Montrose           | 1887              | 3 292    | Montrose FC                                      | 56° 42′ 50″ N, 2° 27′ 33″ O | Bryan Keith                           |
| Balmoor Stadium            |       | Peterhead          | 1997              | 3 150    | Peterhead FC                                     | 57° 30′ 42″ N, 1° 47′ 45″ O | Peterhead FC                          |
| Recreation Park            |       | Alloa              | 1895              | 3 100    | Alloa Athletic FC                                | 56° 07′ 00″ N, 3° 46′ 43″ O | Alloa Athletic FC                     |
| Galabank                   |       | Annan              | ?                 | 2 504    | Annan Athletic FC                                | 54° 59′ 41″ N, 3° 15′ 41″ O | ?                                     |
| Raydale Park               |       | Gretna             | 1946              | 2 200    | Gretna Gretna 2008 (en)                          | 54° 59′ 36″ N, 3° 04′ 19″ O | Raydale Community Partnership         |
| Dumbarton Football Stadium |       | Dumbarton          | 2000              | 2 020    | Dumbarton FC                                     | 55° 56′ 18″ N, 4° 33′ 41″ O | Dumbarton FC                          |
| Bayview Stadium            |       | Methil             | 1998              | 1 980    | East Fife FC                                     | 56° 11′ 19″ N, 2° 59′ 56″ O | East Fife FC                          |
| Cliftonhill                |       | Coatbridge         | 1919              | 1 238    | Albion Rovers FC                                 | 55° 51′ 37″ N, 4° 00′ 41″ O | Albion Rovers FC                      |